# 山口 (广州)
山口是中国广东省广州市从化区的一个自然村。在太平镇东面约7千米，属飞鹅村管辖。清朝时建村，因村建在山口而得名。1998年时，全村人口60人。